# Jessie’s Girl
Jessie’s Girl ist ein Lied von Rick Springfield aus dem Jahr 1981, das von ihm geschrieben und von Keith Olsen produziert wurde. Es erschien auf dem Album Working Class Dog.

## Geschichte
Jessie’s Girl handelt von einem Mann, der in die Freundin seines besten Freundes verliebt ist. Springfield hatte einen Kurs über Glasmalerei besucht. Ebenfalls aus seiner Klasse dabei waren sein Freund Gary und dessen Freundin. Ursprünglich wollte Springfield für sein Lied den echten Namen seines Freundes verwenden, aber entschied sich stattdessen für einen anderen Namen. Er entschied sich für Jessie, da er zu der Zeit ein T-Shirt mit Ron Jessies Namen trug.
Springfield sagte, dass er sich nicht mehr an den Namen der Freundin erinnern konnte und glaubte auch von der Freundin inspiriert worden zu sein. Er sagte in einem Interview zu Oprah Winfrey: „I was never really introduced to her. It was always just, like, panting from afar.“ (deutsch: „Ich wurde ihr nie wirklich vorgestellt. Es war immer so, als würde ich von der Ferne keuchen.“) Springfield berichtete, dass Winfreys Leute nach dem Interview versucht hatten, die echte Freundin ausfindig zu machen und fanden heraus, dass Springfields Klassenlehrer zwei Jahre zuvor verstarb und posthum die Klassenunterlagen weggeworfen worden waren. Im Jahr 2006 wurde Jessie’s Girl in die VH1-Liste 100 Greatest Songs of the 80s auf Platz 20 gelistet.
Die Veröffentlichung des Rocksongs war am 1. Februar 1981, in den Vereinigten Staaten und Australien wurde es ein Nummer-eins-Hit. Bei den Grammy Awards 1982 gewann das Lied in der Kategorie Beste männliche Gesangsdarbietung – Rock (Best Rock Vocal Performance, Male).
In der Serie Glee sowie den Filmen Boogie Nights, 30 über Nacht und Suicide Squad konnte man den Song hören. Zwanzig Jahre nach der Veröffentlichung sagte Springfield: „I’m thrilled by it! As a writer, all you can ask is that a song has legs. It has an appeal that keeps coming back.“ (deutsch: „Ich bin begeistert! Als Songwriter kann man sich nur fragen, ob ein Lied Beine hat. Es hat einen Reiz, der immer wieder zurückkommt.“).

## Musikvideo
Im Musikvideo beobachtet Springfield mit Neid ein junges Paar und wünscht sich die Liebe des Mädchens. Es beginnt damit, dass Jessie (gespielt von Steve Antin) „Jessie’s Girl“ an die Mauer sprüht und dann mit seiner Freundin weggeht, während Springfield zusieht und seinen Monolog in Form der Verse des Liedes gibt. Springfield trifft das Paar erneut auf dem Bürgersteig und starrt es im Vorbeigehen an. Später geht er nach Hause, schaut in den Spiegel und trauert, warum Jessies Freundin ihn nicht mag. Anschließend zerstört er den Spiegel, als er eine Illusion von der Freundin darin sieht.

## Kommerzieller Erfolg

### Chartplatzierungen
| ChartsChartplatzierungen       | Höchstplatzierung | Wochen |
| ------------------------------ | ----------------- | ------ |
| Vereinigte Staaten (Billboard) | 1 (32 Wo.)        | 32     |
| Vereinigtes Königreich (OCC)   | 43 (7 Wo.)        | 7      |

| ChartsJahrescharts (1981)      | Platzierung |
| ------------------------------ | ----------- |
| Vereinigte Staaten (Billboard) | 5           |

### Auszeichnungen für Musikverkäufe
| Land/Region                  | Auszeichnungen für Musikverkäufe (Land/Region, Auszeichnung, Verkäufe) | Verkäufe  |
| ---------------------------- | ---------------------------------------------------------------------- | --------- |
| Kanada (MC)                  | Gold                                                                   | 75.000    |
| Neuseeland (RMNZ)            | 3× Platin                                                              | 90.000    |
| Vereinigte Staaten (RIAA)    | Platin                                                                 | 1.000.000 |
| Vereinigtes Königreich (BPI) | Gold                                                                   | 400.000   |
| Insgesamt                    | 2× Gold · 4× Platin ·                                                  | 1.565.000 |

## Coverversionen
- 1993: Eddie Rabbitt
- 2009: J.B.O. (Wessi-Girl)
- 2018: Maverick
- 2019: Shawn Mendes (Liveversion)